# Sheila Ingram
Pour les articles homonymes, voir Ingram.
Sheila Rena Ingram (née le 23 mars 1957 à Washington et morte le 1er septembre 2020) est une athlète américaine spécialiste du 400 mètres. 
Elle mesure 1,61 m pour 51 kg et est licenciée au Pioneers Track Club.

## Carrière
Sheila Ingram fait partie, avec Debra Sapenter, Pamela Jiles et Rosalyn Bryant, du relais 4 X 400 mètres ayant remporté la médaille d'argent de la discipline aux Jeux olympiques de Montréal.
Elle est auparavant, en 1976, championne des États-Unis sur le 400 mètres.

### Palmarès
| Date | Compétition           | Lieu     | Résultat | Épreuve        | Performance   |
| ---- | --------------------- | -------- | -------- | -------------- | ------------- |
| 1976 | Jeux olympiques d'été | Montréal | 6e       | 400 mètres     | 50 s 90       |
| 1976 | Jeux olympiques d'été | Montréal | 2e       | 4 × 400 mètres | 3 min 22 s 81 |

### Records
| Épreuve    | Performance | Lieu     | Date |
| ---------- | ----------- | -------- | ---- |
| 100 yards  | 10 s 7      |          | 1976 |
| 200 mètres | 23 s 9      |          | 1976 |
| 400 mètres | 50 s 90     | Montréal | 1976 |